# كبلر-1520b
كيبلر 1520 بي (بالإنجليزية: Kepler-1520b)‏ هو كوكب خارج المجموعة الشمسية، في كوكبة الدجاجة (كوكبة)، يتبع كي اي سي 12557548.

## الاكتشاف
اكتشف في 12 مايو 2016.